# Hôtel de Jaucourt
L'hôtel de Jaucourt  est un hôtel particulier  situé 54 rue des Francs-Bourgeois dans le 3e arrondissement de Paris construit en grande partie en 1599 et en 1687, classé monument historique en 1993.

## Histoire

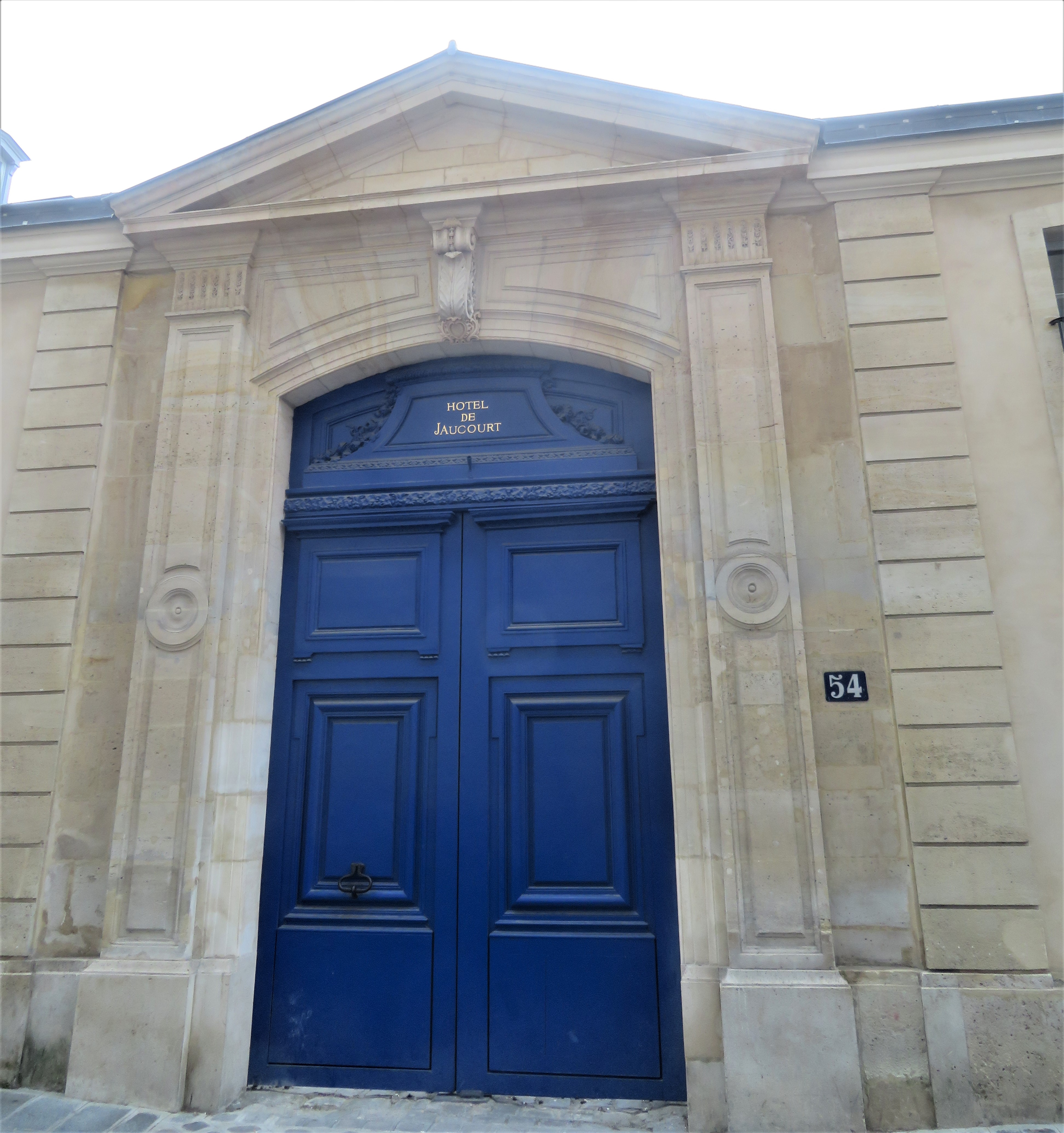
Portail sur rue.

L’hôtel est  construit en 1599 pour Jean de Ligny, sieur de Rentilly, trésorier des parties casuelles.
Jean Le Camus l’acquiert en 1684 et fait édifier par Robert de Cotte en 1687 le bâtiment sur rue avec portail. L’hôtel appartient ensuite à sa petite-fille, la comtesse de Jaucourt qui le loue. Une surélévation du grand corps de logis le dénature entre 1772  et 1792. Des escaliers de plan ovale sont ajoutés aux deux ailes.
L’hôtel est acheté en 1962 par l’État qui le fait restaurer par l’architecte Claude Arreau. La  surélévation est supprimée et des lucarnes à frontons qui étaient masquées sont retrouvées. L’hôtel est affecté aux archives nationales.